# Cheirodon galusdae
Cheirodon galusdae là một loài cá thuộc họ Characidae. Đây là loài đặc hữu của Chile.